# Einar Hareide
Einar Hareide (ur. 24 października 1899 w Ålesund, zm. 7 kwietnia 1983) – norweski polityk, działacz partii Kristelig Folkeparti.
Od 1945 do 1965 pełnił mandat deputowanego do Stortingu. W latach 1951–1955 był wiceprzewodniczącym, od 1955 do 1967 przewodniczącym Kristelig Folkeparti.